# 贡布省
贡布省（高棉語發音：[kʰaet kɑmpɔːt]），舊譯嗊吥省，一譯貢不省，是柬埔寨南部一个省，面积4,873平方公里，2011年人口627,884，首府贡布。
贡布省是柬埔寨华人最主要的密集省份之一，并有“贡布华人”ចិនកំពត 之称。

## 历史沿革
贡布省之地自古属于柬埔寨，18世纪时是边班迭密省，由高棉人和华人两名总督共同统治。后华人总督鄚玖献地于越南，遂成为越南的河仙镇。19世纪末，被法国殖民政府重新划归柬埔寨。法国殖民政府将贡布市作为地区的行政中心。
1889年法国殖民政府的调查发现此地是一个多民族聚居地，包括高棉人、华人、越南人、马来人。
贡布省是红色高棉大屠杀的血腥杀戮战场之一，在红色高棉执政期间总共又90450人遇害，塔莫克本人就下令杀害了30000人。

## 行政区划
- 安哥则县（ស្រុកអង្គរជ័យ）
- 班迭密县（杜密县、金船县，ស្រុកបន្ទាយមាស）
- 楚克县（ស្រុកឈូក）
- 春吉里县（ស្រុកជុំគិរី）
- 当东县（ស្រុកដងទង់）
- 磅德拉县（磅咋叻县，ស្រុកកំពង់ត្រាច）
- 德楚县（响水县，ស្រុកទឹកឈូ）原贡布县（ស្រុកកំពត）
- 贡布市（ក្រុងកំពត）原贡布拜县（ស្រុកកំពង់បាយ）